# Électricité statique

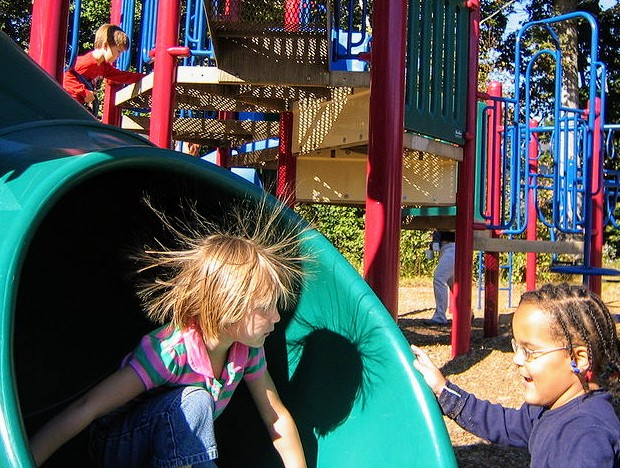
Effet de l'électricité statique sur les cheveux d'un enfant.

Ne doit pas être confondu avec Électrostatique.
L'électricité statique est le résultat d'un déséquilibre des charges électriques présentes à l'intérieur ou à la surface d'un matériau. Cette charge non nulle engendre un champ électrique constant dans le temps, qui crée divers effets à l'extérieur du matériau, notamment de la polarisation. La charge persiste et reste immobile jusqu'à ce qu'elle soit évacuée par un courant électrique ou par une décharge. Le mot « statique » sert à différencier cette électricité de celle d'un courant, où les charges circulent dans un conducteur.

Animation d'artiste d'une machine électrostatique utilisant des peaux de chat.

Des charges électriques statiques sont générées quand les surfaces de deux matériaux isolants glissent l'une contre l'autre puis se séparent. C'est par exemple le cas quand on retire un pull-over par temps sec, ce qui peut produire de courtes étincelles (de petites décharges entre les zones chargées positivement et celles chargées négativement). Ce phénomène est connu depuis l'Antiquité, obtenu notamment en frottant un bâton d'ambre avec une peau de chat (voir l'animation ci-contre où l'électricité est créée par frottement des peaux de chat sur de la soie). C'est d'ailleurs le nom grec de l'ambre, ἤλεκτρον / ḗlektron, qui est à l'origine du mot « électricité ».
L'électricité statique est à l'origine de l'adhérence statique par laquelle des objets légers collent à d'autres objets.